# Yordan Yovkov
Yordan Yovkov (né le 9 novembre 1880 à Zheravna et mort le 15 octobre 1937 à Plovdiv) est un écrivain bulgare. Il est considéré comme l'un des maîtres de l'histoire courte (short story). Il est membre de l'Union des écrivains bulgares à partir de 1920, dans lequel il est admis à l'unanimité.